# Edgar Prib
Edgar Prib (Neryungri, 15 dicembre 1989) è un calciatore tedesco, centrocampista del Greuther Fürth II.

## Carriera
Dopo 74 presenze nella seconda serie tedesca, nella stagione 2012-2013 gioca per la prima volta in Bundesliga.

## Statistiche

### Presenze e reti nei club
Statistiche aggiornate all'12 aprile 2016.
| Stagione        | Club            | Campionato      | Campionato | Campionato | Coppe nazionali | Coppe nazionali | Coppe nazionali | Coppe continentali | Coppe continentali | Coppe continentali | Supercoppe | Supercoppe | Supercoppe | Totale | Totale |
| Stagione        | Club            | Comp            | Pres       | Reti       | Comp            | Pres            | Reti            | Comp               | Pres               | Reti               | Comp       | Pres       | Reti       | Pres   | Reti   |
| --------------- | --------------- | --------------- | ---------- | ---------- | --------------- | --------------- | --------------- | ------------------ | ------------------ | ------------------ | ---------- | ---------- | ---------- | ------ | ------ |
| 2009-2010       | Greuther Fürth  | 2L              | 11         | 1          | CG              | 2               | 0               | -                  | -                  | -                  | -          | -          | -          | 13     | 1      |
| 2010-2011       | Greuther Fürth  | 2L              | 33         | 2          | CG              | 1               | 0               | -                  | -                  | -                  | -          | -          | -          | 34     | 2      |
| 2011-2012       | Greuther Fürth  | 2L              | 30         | 3          | CG              | 3               | 1               | -                  | -                  | -                  | -          | -          | -          | 33     | 4      |
| 2012-2013       | Greuther Fürth  | BL              | 27         | 3          | CG              | 1               | 0               | -                  | -                  | -                  | -          | -          | -          | 28     | 3      |
| Totale Nancy    | Totale Nancy    | Totale Nancy    | 101        | 9          |                 | 7               | 1               |                    |                    |                    |            |            |            | 108    | 10     |
| 2013-2014       | Hannover 96     | BL              | 31         | 2          | CG              | 1               | 0               | -                  | -                  | -                  | -          | -          | -          | 32     | 2      |
| 2014-2015       | Hannover 96     | BL              | 20         | 1          | CG              | 2               | 0               | -                  | -                  | -                  | -          | -          | -          | 22     | 1      |
| 2015-2016       | Hannover 96     | BL              | 16         | 0          | CG              | 1               | 0               | -                  | -                  | -                  | -          | -          | -          | 17     | 0      |
| Totale Hannover | Totale Hannover | Totale Hannover | 67         | 3          |                 | 4               | 0               |                    |                    |                    |            |            |            | 71     | 3      |
| Totale carriera | Totale carriera | Totale carriera | 168        | 12         |                 | 11              | 1               |                    |                    |                    |            |            |            | 179    | 13     |